# Edén (serie de televisión de 2021)
Edén es una serie de televisión de anime animada por computadora de ciencia ficción producida por CGCG Studio Inc. y Qubic Pictures. Dirigida por Yasuhiro Irie y escrita por Kimiko Ueno, fue estrenada el 27 de mayo de 2021 en Netflix.

## Trama
Mil años después de que los humanos desaparecieran de la Tierra, una reluciente ciudad monolítica conocida como "Eden 3" está habitada únicamente por robots con inteligencia artificial cuyos antiguos amos desaparecieron hace mucho tiempo, aunque continúan cultivando productos agrícolas. Su gobernante, un señor oscuro robótico conocido como Zero, quiere destruir a la humanidad. En una misión de rutina en las tierras de cultivo circundantes, dos robots de mantenimiento despiertan accidentalmente a una niña humana, Sara Grace, de su estasis, cuestionando su creencia de que los humanos eran un antiguo mito prohibido. Juntos, los dos robots crían en secreto a Sara en un refugio seguro fuera de Eden 3.

## Reparto de voz
| Personaje                              | Voz original (Japonés) |
| -------------------------------------- | ---------------------- |
| Sara Grace (サラグレース Sara Gurēsu?) | Marika Kouno           |
| A37/Mom                                | Kyōko Hikami           |
| E92/Dad                                | Kentarō Itō            |
| Zero/ Dr. Weston Fields (ゼロ?)        | Kōichi Yamadera        |
| S566/Uncle John                        | Tarusuke Shingaki      |
| Zurich (チューリヒ Chūrihi?)           | Yūki Kuwahara          |
| Geneva (ジュネーブ Junēbu?)            | Yūko Kaida             |

## Producción
Anunciada por primera vez en abril de 2019, la serie originalmente tenía como fecha de lanzamiento finales de 2020. Sin embargo, en el Festival de Anime de Netflix de octubre de 2020, se reveló que se retrasaría hasta mayo de 2021.
Yasuhiro Irie sirve como director, con Kimiko Ueno encargándose de los guiones. Kevin Penkin sirve como compositor de la serie.